# Hood River, Oregon
Hood River är administrativ huvudort i Hood River County i Oregon. Enligt 2010 års folkräkning hade Hood River 7 167 invånare.

## Kända personer från Hood River
- Cecil D. Andrus, politiker